# Flak-Kaserne Ludwigsburg
Die ehemalige Flakkaserne im Ludwigsburger Stadtteil Oßweil war eine Kaserne des deutschen Flak-Regiments 25 und später der amerikanischen Armee. Sie lag zwischen den Wohngebieten Schlößlesfeld und Oßweil. Nachdem sie 1991 aufgegeben worden war, entstand 2009 dort ein neues Wohngebiet.

## Geschichte

### Geschichte bis Kriegsende
Der Bau der Kaserne wurde Ende 1935 begonnen und dauerte bis zum Frühling 1937, als die ersten Soldaten und Offiziere des Flak-Regiments 25 auf dem rund 19 Hektar großen Gelände einzogen. Zuerst errichtete man mehrere Unterkunftsgebäude für die Soldaten und einen provisorischen Kasernenhof, 1938 wurde noch ein elegantes Offizierskasino gebaut. Das Richtfest fand am 12. September 1936 in Anwesenheit von Oberst Kolb (Kommandeur des Flak-Regiments 25), Oberst Heilingbrunner, dem damaligen Ludwigsburger Bürgermeister Karl Frank und anderer Gäste statt. Während der Feier flogen über der Kaserne Militärflugzeuge.
Für die Soldaten des Flak-Regiments wurden zur Erheiterung auch Kulturveranstaltungen wie Theater oder Varieté angeboten. So traten in der Sporthalle (die aufgrund des Denkmalschutzes später nicht abgerissen wurde) u. a. Zarah Leander und Ilse Werner auf.
Im April 1945 besetzten französische und amerikanische Truppen die Stadt Ludwigsburg und der Kasernenkommandant übergab das Areal an die Siegermächte. Nach anfänglichen Rangeleien zogen sich die Franzosen aus der Stadt zurück. Die Kontrolle über die Stadt hatte nun Captain (später Major) John Lindsay als Chef der amerikanischen Militärregierung.

### Die Flakkaserne als Internierungslager
Als Internierungslager wurde die Kaserne von den Amerikanern Lager I.C.74 genannt. Es zählte zu den größten Nazi-Lagern der US-Armee. Nach 1948 diente die Kaserne noch zwei Jahre als Flüchtlingslager für Heimatvertriebene. Zu den Insassen zählten u. a. August Wilhelm von Preußen, Richard Walther Darré, Kurt Georg Kiesinger, Franz Nüßlein und Johann Ludwig Graf Schwerin von Krosigk.

### Die Flakkaserne als Stützpunkt der US-Armee
1950 ging die Kaserne in die Verwaltung der amerikanischen Streitkräfte über. Nach Umbaumaßnahmen zog während des Kalten Krieges das 4th Transportation Battalion ein und blieb bis November 1991. Mit Beginn des Zweiten Golfkriegs verließen die letzten US-Soldaten die Kaserne.

### Seit 1991
Ab November 1991 stand die Kaserne leer. Nach dem Auszug der Soldaten musste das Gelände saniert werden, weil der Boden durch Benzin kontaminiert war. Später kam es wiederholt zu Vandalismus; Fenster wurden zerschlagen und die Inneneinrichtung zerstört. Das Gelände war stark von Pflanzen überwuchert. 

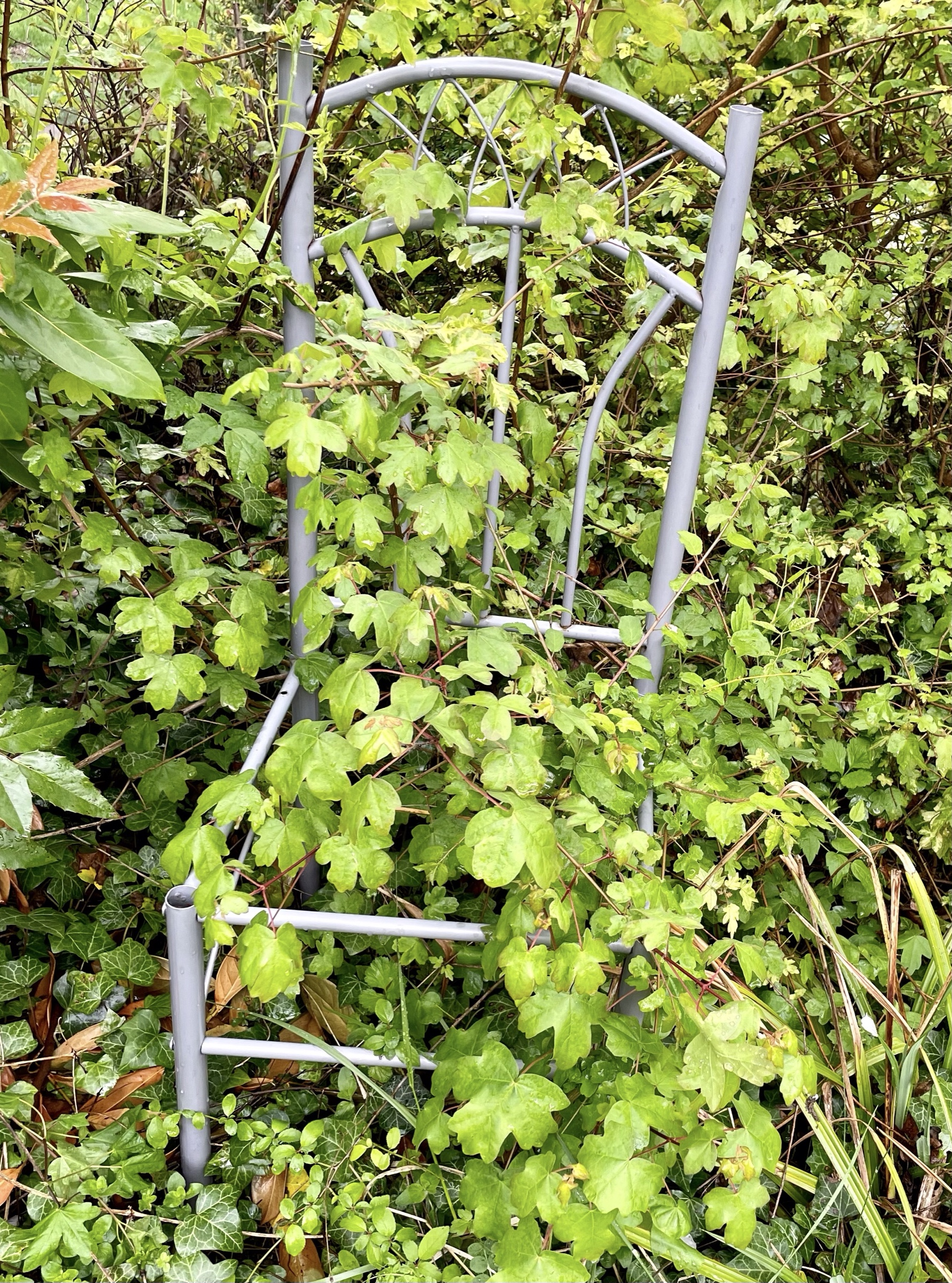
Flak-Kaserne. Zurückgelassener Stuhl.

Zum Teil wurde es noch als Abstellplatz für LKW-Anhänger oder als Übungsplatz für die Polizei genutzt.
Seit 2007 gehört das Gelände der ehemaligen Flakkaserne der Stadt. Nach jahrelangen Verhandlungen wurde der Kaufvertrag mit der Bundesanstalt für Immobilienaufgaben (BImA) unterschrieben. Auf dem Areal entstand das Neubaugebiet „Hartenecker Höhe“. Zuvor mussten Altlasten wie Gifte, Öl und Asbest beseitigt werden.
Der Kaufpreis lag bei etwa 8,25 Millionen Euro.
Das knapp 18 Hektar große Gelände bot beste Voraussetzungen für ein vielfältiges, hochwertiges Wohnangebot für alle Bevölkerungsgruppen und wurde ab 2009 als moderner Stadtteil „Hartenecker Höhe“ mit Geschossbauten, Reihen-, Doppel- und Einfamilienhäusern bebaut.

#### Nutzung der denkmalgeschützten Gebäude
2008 erwarb der Inhaber einer Bäckerei das Wachgebäude, um es zu renovieren und seine sechste Filiale darin zu eröffnen. Geplant waren ein Café mit Außenbewirtschaftung sowie Mietwohnungen und gewerbliche Räume. Diese Pläne wurden nie verwirklicht und die Bäckerei trat vom Kauf zurück. Später erwarb ein anderer Investor das Gebäude, um dort ebenfalls eine Bäckerei zu eröffnen. 2012 wurde mit dem Umbau begonnen. Unter anderem beherbergt das Gebäude nun eine Bäckerei, ein kleines Museum über die Geschichte der Kaserne sowie zwei Eigentumswohnungen.
Das Offizierskasino, erbaut 1938, beherbergt unter anderem einen Speisesaal mit Stuckdecke und Wandvertäfelung sowie ein Kaminzimmer mit Zierwerk. Bis zu 3500 Quadratmeter Nutzfläche bietet das Haus. Das Kasino wurde zu einem Wohngebäude umgebaut.
Die alte Turnhalle auf dem Gelände der ehemaligen Flak-Kaserne wurde zu einem Kinder- und Familienzentrum umgebaut. Wo sich einst Soldaten ertüchtigten, können nun Kinder herumtoben. Demnach wurde die neue Kindertagesstätte als ein "Haus im Haus" in dem denkmalgeschützten Gebäude errichtet. Die Halle blieb dabei als äußere Hülle samt Dachkonstruktion bestehen. In das Innere der Halle wurde als eine Art zweites Gebäude das Kinder- und Familienzentrum integriert. Dabei wird nicht die gesamte Innenfläche genutzt. Gut ein Drittel ist als eine Art überdachter Freibereich bestehen geblieben. Die Kinder können also auch bei schlechtem Wetter "draußen" spielen. Um ausreichend Tageslicht in das Innere der alten Turnhalle zu lenken, wurden das Dach und die Fassade an mehreren Stellen aufgebrochen und verglast.
Am 13. September 2015 wurde am ehemaligen Eingangsbereich der Kaserne ein Mahnmal für die US-Army eingeweiht. Bei der feierlichen Zeremonie waren sowohl der Bürgermeister der Stadt Ludwigsburg als auch zahlreiche ehemalige US-Soldaten anwesend. Das Mahnmal trägt die Inschrift. „In honor and grateful remembrance of the soldiers of the United States Army who served at Flakkaserne from 1950 to 1991.“ Auf Deutsch so viel wie: „Zu Ehren und in dankbarer Erinnerung an die Soldaten der United States Army, die in der Flakkaserne von 1950 bis 1991 gedient haben.“

### Eckdaten
- 1935–1939: Errichtung als Kaserne eines Flak-Bataillons
- 1945–1948: die Flakkaserne wird von den Amerikanern als Internierungslager genutzt
- 1948–1950: Nutzung als Flüchtlingslager für Vertriebene und Heimkehrer
- 1950–1991: Sitz des 4. US-Transportbataillons und 42. Medical Company (Ambulance)
- 1991–2007: Gelände im Besitz der Bundesrepublik Deutschland
- 2007–2009: Verkauf an die Stadt Ludwigsburg, Beginn der Bebauung des Geländes im August 2007
- 2010–2011: Umbau der ehemaligen Turnhalle in ein Kinder- und Familienzentrum

## Denkmalschutz
Bis auf wenige Ausnahmen wurden fast alle Gebäude abgerissen. Auflagen des Denkmalschutzes schreiben vor, mindestens 300 der 600 Bäume, die Turnhalle, das ehemalige Kasino sowie das Wachhäuschen und einen Teil der Steinmauer vor dem Abriss zu bewahren. Auch das Denkmal für die Gefallenen des 25. Flakregiments sowie eine Gedenktafel zum 50-jährigen Bestehen der Kaserne aus dem Jahr 1984 bleiben erhalten.